# Dynastie Song du Sud (420-479)
Pour un article plus général, voir Dynasties du Sud et du Nord.
Pour les articles homonymes, voir Song (homonymie) et Dynastie Song.
420–479
Entités précédentes :
- Dynastie Jin

Entités suivantes :
- Dynastie Qi du Sud

La dynastie Song du Sud (南宋朝, nánsòng cháo) ou en chinois, plutôt dynastie Liu-Song (chinois simplifié : 刘宋朝 ; chinois traditionnel : 劉宋朝 ; pinyin : liúsòng cháo), (afin de la distinguer de la deuxième partie de la dynastie Song, après le début de l'invasion mongole de la dynastie Yuan), régna en Chine du Sud de 420 à 479 lors de la période des dynasties du Sud et du Nord, durant laquelle la Chine fut divisée entre une succession d'États dominant sa partie méridionale et d'autres dominant sa partie septentrionale. Dans le Sud, elle fut précédée par la dynastie des Jin orientaux et suivie par la dynastie Qi du Sud (南齊朝, 南齐朝, nánqí cháo).
Cette dynastie fut fondée par le général Liu Yu, qui était devenu dans les années 400 le dirigeant de fait de l'empire des Jin orientaux, avant de renverser la dynastie régnante en 420 pour en fonder une nouvelle. Du point de vue de la politique intérieure, les empereurs suivant réussirent à écarter la menace que faisaient peser sur eux les grands lignages aristocratiques, au prix de mesures brutales. La cour impériale fut surtout ensanglantée par les intrigues qui déchirèrent le clan impérial. Du point de vue de la politique extérieure, si les campagnes militaires de Liu Yu avaient assuré des bases solides à l'empire des Liu-Song, elles furent mises en péril à partir des années 450 par les entreprises de l'empire des Wei du Nord, qui avaient réunifié la Chine septentrionale et s'étendirent sur le territoire des Liu-Song. Dans les années 470, la dynastie sortait considérablement affaiblie de ses querelles intestines et de ses défaites militaires, et fut renversée par un de ses généraux, Xiao Daosheng, qui fonda en 479 la dynastie des Qi du Sud.
Cette dynastie ne doit pas être confondue avec son homonyme (voir Dynastie Song) qui régna de 1127 à 1279, après que la capitale eut été transférée de Kaifeng à Hangzhou.

## Histoire

### Les victoires de Liu Yu

Les royaumes se partageant la Chine en 409, avant les campagnes de Liu Yu.

La dynastie Liu-Song prit la suite de la dynastie Jin de l'Est, qui avait été marquée par l'importance des grands lignages aristocratiques, en particulier les Wang de Langye et de Taiyuan, les Huan de Qiaoguo et les Xie de Chenguo, qui avaient placé sous leur coupe la famille impériale, du lignage Sima. Les luttes qui en découlèrent virent notamment l'un de ces aristocrates, Huan Xuan, se proclamer empereur en 403 après avoir obtenu l'aide du corps de troupe le plus important de l'empire, celui du Commandement du Nord (Beifu) stationné à Jingkou. Mais il avait acculé au suicide son général, Liu Laozhi, pour éviter qu'il ne lui porte ombrage, et cela suscita contre lui une révolte de cette troupe, conduite par son nouveau général, Liu Yu. Huan Xuan fut vaincu et tué en 404.
Liu Yu devint de fait le maître de l'empire des Jin de l'Est, dont l'empereur An avait été rétabli sur le trône. Il mena des campagnes victorieuses contre les troupes des Yan méridionaux, royaume dont le centre se situait dans le Shandong. Leur capitale Guanggu fut prise en 410, et leur royaume annexé. Cette expédition avait été mise à profit par le gouverneur de Panyu (Canton), Lu Xun, pour mener une expédition jusqu'à Jiankang, mais il ne put résister au retour des troupes de Liu Yu qui le poursuivirent jusqu'au Nord de l'actuel Viet-Nam où il périt. L'empire des Jin menaçait alors de se désagréger. Le général Liu Yi, ancien soutien de Liu Yu, tenta de prendre son autonomie autour de sa base de Jiangling, sur le Moyen Yangzi, et fut éliminé en 412. Un autre problème était la sécession de l'actuel Sichuan, le pays de Shu : en 405, le général Qiao Zong s'était proclamé roi de Shu et s'était rangé sous la coupe de Yao Ying des Qin postérieurs, alors la puissance dominante du Nord-Ouest de la Chine. Liu Yu lança une campagne contre lui dans la foulée de sa victoire contre Liu Yi, et parvint à reprendre la province perdue en 413. Désormais l'intégrité du territoire des Jin de l'Est, le long du Yangzi, était restaurée et les menaces internes écartées. Les campagnes suivantes de Liu Yu consistèrent en une réplique contre les Qin postérieurs, qui subirent à leur tour de lourdes défaites qui emportèrent le royaume. Les armées du Sud parvinrent à reprendre les anciennes capitales impériales des Han, Luoyang en 416 et Chang'an en 417. Ces succès, sans précédent pour les troupes méridionales face aux armées « barbares » du Nord, permirent à Liu Yu de jouir d'un prestige immense, bien que les nouvelles conquêtes furent vite abandonnées. Nommé Prince de Song, il organisa en 420 la destitution de Gongdi l'empereur Jin de l'Est (qu'il fit assassiner l'année suivante), fondant la dynastie Song. Son nom impérial posthume, par lequel il est également connu, est Wudi.
L'organisation du pouvoir voulue par Liu Yu cherchait à contrecarrer les causes de la faiblesse des empereurs des Jin orientaux, placés sous la coupe des grands lignages aristocratiques émigrés depuis le Nord. Reprenant une politique mise en place par les Jin occidentaux, les princes de la famille impériale reçurent des territoires appelés « pays » (guo) qui venaient avec d'importantes prérogatives militaires. Il s'entoura par ailleurs de personnes de basse extraction, souvent issus de lignages méridionaux et non émigrés, qui avaient fait carrière dans l'armée à l'image du général Shen Qingzhi qui aurait eu des origines paysannes, tandis que les membres des lignages aristocratiques, souvent peu versés dans les arts militaires, se virent octroyer des postes prestigieux à la cour, mais sans réel pouvoir. Le patronage de l'empereur et de sa famille devenait essentiel pour accéder à un pouvoir politique et militaire réel.

### Intrigues de palais et luttes contre les Wei du Nord

L'extension approximative de l'empire des Song du Sud vers 450, avant la fin de règne de Wendi, avec la localisation des principales villes de l'époque.

En 422, Liu Yu mourut après avoir organisé la transmission du pouvoir militaire à ses fils, deux d'entre eux étant nommés à la tête des principales garnisons provinciales, à Jingzhou et Jiangzhou, afin d'éviter la rivalité d'autres généraux provinciaux. Bien que les armées du Sud aient perdu pied dans le bassin du fleuve Jaune et que les ambitions militaires dans la région cessent, les royaumes du Nord, divisés, ne constituaient pas une menace importante ; en 422, une offensive des Wei du Nord fut repoussée sans grande difficulté par la garnison de Hulao. Mais le fils et successeur de Liu Yu, Liu Lifu, l'empereur Shaodi (422-424), soit placé sous la coupe d'une coterie d'aristocrates dirigée par Xu Xianzhi, qui organisa son assassinat en 424.
Liu Yilong, l'empereur Wendi (424-453), fut intronisé et consacra ses deux premières années de règne à éliminer les aristocrates qui dominaient sa cour. Les années suivantes de son règne furent marquées par une période de paix interne qui vit l'essor de l'économie méridionale. Mais les dernières années de son règne furent plus difficiles. Les Wei du Nord avaient réunifié le Nord de la Chine en 439, profitant opportunément du vide laissé par les campagnes de Liu Yu et du refus de son successeur de mener des campagnes au Nord et de soutenir les ennemis septentrionaux de Wei. Désormais un ennemi puissant faisait face aux Liu-Song, qui plus est dirigé par un souverain qui était un remarquable guerrier, Tuoba Tao. L'empereur Wen se déida à lancer une campagne contre les Wei en 450, mais ce fut un cuisant échec, et lui succéda en 451 une réplique de grande ampleur des Wei, dont les armées contournèrent les garnisons stationnées sur la Huai et parvinrent sur le Yangzi, dans le voisinage de la capitale des Liu-Song. En dépit de leur supériorité terrestre grâce à leur cavalerie, les Wei du Nord ne disposaient pas des bateaux nécessaires pour traverser le fleuve et durent faire retraite devant l'importante mobilisation de la flotte ennemie. Ils laissèrent néanmoins plusieurs régions ravagées et emmenèrent dans le Nord de nombreux captifs, et la ligne de défense des Méridionaux était désormais déplacée depuis le fleuve Jaune vers la vallée de la Huai, exposant leur capitale plus directement aux attaques ennemies.
Le règne de Wen s'acheva dans de grands troubles. Il fit exécuter en 451 son frère Liu Yikang, qu'il considérait comme une menace, mais fut à son tour victime d'intrigues de cour, étant renversé et assassiné en 453 par un coup d'État qui porta son fils Liu Shao au pouvoir, avant que ce dernier ne soit à son tour tué à l'instigation de son frère Liu Jun, qui devint l'empereur Xiaowudi (453-464). La politique de rabaissement des grands lignages aristocratiques et d'accaparement des fonctions militaires par le clan impérial initiée par Liu Yu avait porté ses fruits, mais n'avait pas pour autant permis de stabiliser la situation intérieure de l'empire, puisque les luttes étaient désormais transportées au sein de la famille impériale. Liu Jun s'arrangea ainsi pour éliminer plusieurs de ses frères en qui il voyait des rivaux potentiels, et il plaça les princes survivants sous l'étroite surveillance de fonctionnaires de rang inférieur qu'il imposa dans leur administration. Les intrigues de cour dominèrent les règnes suivants : Liu Ziye/Xianfeidi (464-465), qui aurait eu un tempérament despotique, fut renversé par Liu Yu/Mingdi (466-472) ce qui entraîna un nouveau conflit au sein de la dynastie, la « guerre des oncles et neveux », l'empereur ne s'imposant qu'après avoir été mis en grand péril. Cela profita aux Wei du Nord qui menèrent des campagnes en 467 et 469 leur permettant d'enlever aux Liu-Song de nouveaux territoires dans la région de la Huai.

### La chute de la dynastie
Lorsque Liu Yu/Houfeidi (472-477) monta sur le trône à la mort de son père Mingdi, son autorité fut aussitôt contestée par son oncle Liu Xiufan, le seul frère du défunt empereur qui avait survécu aux conflits précédents. La cour fut alors défendue par le général de la garde impériale Xiao Daosheng, qui devint alors le dirigeant de fait de l'empire. En 477, il fit assassiner l'empereur et intronisa à sa place son frère Liu Zhun/Shundi, qu'il laissa à ce poste pendant deux ans, avant de le destituer en 479, fondant la dynastie des Qi (du Sud).

## Tendances religieuses

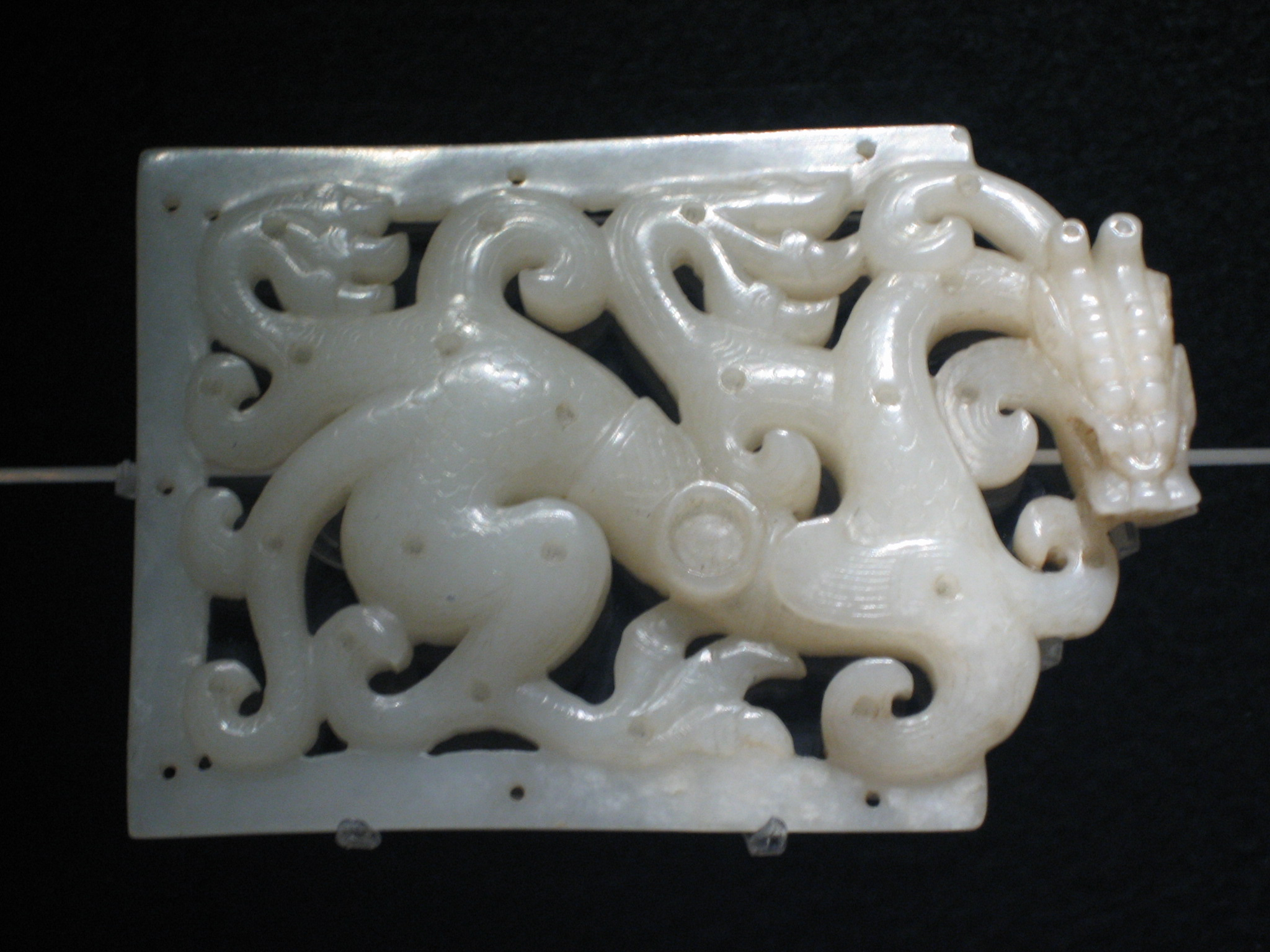
Boucle de ceinture en jade représentant un dragon, période des Song du Sud.

La période des Song du Sud s'inscrit du point de vue religieux dans le mouvement d'expansion et de structuration du bouddhisme et du taoïsme. Liu Yu/Wudi s'appuya sur des moines des deux courants pour légitimer sa prise de pouvoir. Si les textes taoïstes de l'époque révèlent un espoir dans le nouveau pouvoir pour faire reculer le bouddhisme, en reprochant notamment à ce dernier son origine étrangère, Liu Yu patronna la construction de monastères bouddhistes comme aucun souverain méridional avant lui, et s'appuya sur des moines à la cour impériale. Le bouddhisme méridional avait bénéficié d'une grande vogue à la fin des Jin de l'Est, notamment grâce à la présence du moine Huiyuan (334-416) qui passa les dernières années de sa vie sur le mont Lu. Il dirigea la traduction de nombreux textes sacrés et promut le courant de dévotion au Bouddha Amitabha (l'« école de la Terre pure »), attirant à lui un grand nombre de disciples qui reprirent le flambeau au début des Song du Sud. De fait, la famille impériale et l'élite politique de cet État furent rapidement acquises au bouddhisme, aidant des fondations monastiques, participant à des cérémonies de jeûne, et des moines servaient de précepteurs pour les princes. Il y eut néanmoins en 435 des mesures prises contre la prolifération des fondations et vocations monastiques, qu'il fallait contrôler pour éviter que le clergé bouddhiste ne prenne une trop grande ampleur. Le taoïste Lu Xiujing (406-477), personnalité primordiale dans l'essor de cette religion car il fut le réformateur de l'école des Maîtres célestes du Sud, compilateur du premier canon taoïste et organisateur du corpus de textes du courant Lingbao (« Joyau sacré »), reçut cependant un appui impérial dans ses entreprises et pour fonder un monastère au mont Lu, étape importante dans la constitution d'un monachisme taoïste. Zhang Rong (444-497) et Gu Huan (420-483) furent deux autres personnalités taoïstes notables sous les Song du Sud, le second contribuant à l'organisation du corpus des textes de l'école Shangqing (« Haute pureté »), travail qui devait être finalisé par la suite par Tao Hongjing (456-536). Ils participèrent à des polémiques contre le bouddhisme (cherchant notamment à prouver qu'il ne s'agissait que d'une variante du taoïsme), qui suscitèrent en réaction la production de nombreux écrits par les défenseurs de la religion attaquée.

## Littérature
Dans la continuité de la période finale des Jin orientaux, la période des Song vit une véritable floraison littéraire qui devait se poursuivre sous les dynasties suivantes. La poésie de la période de transition entre les deux dynasties fut marquée par la personnalité de Xie Lingyun (385-433), considéré comme le premier grand poète de paysage. Il était issu du lignage prestigieux des Xie, qui comptait d'autres lettrés de renom de la période, et son cousin Xie Hun organisait des rencontres et discussions littéraires dans son manoir, et rédigea des anthologies littéraires qui ont disparu. Xie Lingyun rédigea quant à lui une anthologie de poésies. Ce genre de recueil de textes était en vogue, par exemple l’Anthologie des femmes écrivains (Furen ji) de Yin Chun (379-438), également disparue. Cela fait écho au goût des lettrés de l'époque pour les œuvres imitant le style de poèmes plus anciens, cherchant à saisir et rendre l'essence des poètes renommés du passé. Ainsi Xie Lingyun imita les grands poètes de l'époque du royaume de Wei (Cao Pi, Cao Zhi, les Sept Sages du bosquet de Bambou) et les yuefu d'époque Han, genre dans lesquels s'illustrèrent également les deux autres grands poètes de l'époque, Yan Yanzhi (384-456) et Bao Zhao (414-466), ce dernier imitant même des poèmes de Xie Lingyun. Yan Yanzhi excella dans le genre de l'écriture de textes en prose publics, qui étaient souvent commandités par les empereurs à cette époque. Bao Zhao participa également à l'évolution des formes littéraires, par exemple en introduisant de nouvelles formes de rimes dans des poèmes de vers de sept syllabes. Il employa également une des nouvelles formes de poésie qui se développa à l'époque de division, le quatrain, qui devait connaître une grande vogue sous les dynasties suivantes. La famille impériale participa aux activités lettrées. Les empereurs commanditaient des œuvres aux lettrés les plus renommés, comme cela a été vu pour les textes publics de Yan Yanzhi, qui rédigea également des poèmes à la demande de l'empereur. Le prince Liu Shuo (431-453) a laissé des poèmes imitant les styles plus anciens, qui lui valurent une grande renommée à son époque. Le prince Liu Yiqing (403-444), neveu de Liu Yu, avait réuni un cercle de lettrés, dont Bao Zhao, Yuan Shu. C'est à ce groupe que l'on doit les Anecdotes contemporaines et nouveaux propos (Shishuo xinyu), recueil d'anecdotes romancées sur les figures de lettrés du passé qui constituaient des modèles pour les membres du groupe, dans une approche nostalgique. Cette proximité entre lettrés et pouvoirs pouvait se retourner contre les premiers, à l'image de Bao Zhao qui trouva la mort en 466 dans une tentative ratée de coup d’État à l'époque de la « guerre des oncles et neveux ». En ce qui concerne l'historiographie enfin, c'est de cette période que datent le Livre des Han postérieurs (Hou Han shu) de Fan Ye (398-445) et le commentaire par Pei Songzhi (372-451) des Chroniques des Trois Royaumes de Chen Shou, rédigée vers la fin du IIIe siècle, qui devint dès lors un indispensable complément à œuvre de base.

## Liste des empereurs
1. Wudi (Liu Yu) (420-422)
2. Shaodi (en) (Liu Yifu) (422-424)
3. Wendi (en) (Liu Yilong) (424-453)
4. 453 : Liu Shao (en) (劉劭)
5. Xiaowudi (en) (Liu Jun) (453-464)
6. Liu Ziye (en) (464-465)
7. Mingdi (en) (Liu Yu) (465-472)
8. Liu Yu (en) (472-477)
9. Shundi (en) (Liu Zhun) (477-479)